# Tony France
Anthony France (sinh ngày 11 tháng 4 năm 1939 ở Sheffield) là một cầu thủ bóng đá người Anh thi đấu ở vị trí tiền đạo cho Huddersfield Town, Darlington và Stockport County.